# Вейдемейер, Иван Андреевич
Иван Андреевич Вейдемейер (22 июня (3 июля) 1752 — 1 (13) марта 1820) — управляющий Коллегией иностранных дел. Тайный советник.

## Биография
Родился 22 июня (3 июля) 1752 года. Ф. Вигель в «Записках» указывал, что начальник канцелярии Государственного совета Иван Андреевич Вейдемейер — «незаконнорожденный сын русских родителей, православной веры, получил он от них немецкое прозвание, как талисман; и действительно, оно одно отверзало ему путь к почестям…»
Учился в Московском университете.
С 1 декабря 1796 года — действительный статский советник, с 9 июля 1800 — тайный советник.
В 1798 году был назначен председателем Юстиц-коллегии Лифляндских, Эстляндских и Финляндских дел, в дальнейшем — правителем канцелярии Непременного совета.
Был включён в первый состав «политического» комитета Российско-Американской Компании.
Член Государственного Совета с 1811 года. Сенатор с 5 марта 1806 года.
В 1814—1816 годах был управляющим Коллегией иностранных дел.
Умер 1 (13) марта 1820 года, «в 2 часа по полуночи». Похоронен на Лазаревском кладбище Александро-Невской лавры.

## Семья
Жена: Александра Егоровна, урожденная Зверева (1765—12.11.1839).
В семье было 7 детей, в том числе: 
- Владимир (1785—28.03.1828)[7]
- Александр (1789—1852) — будущий историк.
- Елизавета (1787—1871) — жена (с 7 июля 1812 года)[8] обер-прокурора Сената Г. А. Щербинина
- Любовь — жена (с 14 июля 1816 года)[9] Н. Н. Сушкова.
- Надежда (1797— ?) — жена (с 31 августа 1819 года)[10] А. И. Бибикова.